# Цинкирование
Цинкирование – процесс покрытия металла (железа или стали) слоем цинка для защиты от коррозии путём нанесения цинкирующего состава (состава класса Zinker). 

## Нанесение
Однокомпонентный цинкирующий состав наносится в диапазоне температур от -30˚С до +50˚С при помощи кисти, валика, распыления или окунания.

## Техническое описание
Получаемое защитное покрытие – цинковый слой – содержит в себе 96% активного стабилизированного цинка HZO SF чистотой 99.995%, при этом образуется устойчивая гальваническая пара Fe-Zn, в которой цинк выступает в роли анода и защищает чёрный металл (сталь) электрохимическим способом, одновременно обеспечивая предельную адгезию (1 балл по ГОСТ 15140-78).

## Свойства Цинкового покрытия
1. Образует стабильную субдисперсионную Zn-Fe зону на поверхности металла.
2. Обладает свойством межслойной диффузии.
3. Сохраняет функцию поверхностной самоконсервации и самовосстановления в течение всего срока службы.
4. Отличается достаточной стойкостью к абразивному воздействию.
5. Межатомное расстояние в цинковом слое аналогично межатомному расстоянию в слое цинка, нанесённого с помощью процесса погружения в ванну.
6. Наносится даже зимой при температуре от -30˚С.
7. UV-стабильно, имеет благородный серый цвет.

## Отличие от аналогов
Цинкирование, в отличие от цинконаполненных ЛКМ (холодного цинкования), не требует перекрытия финишными слоями: благодаря уникальному запатентованному полимеру, который обеспечивает катодную защиту цинка на протяжении всего срока службы. Применяется как самостоятельное покрытие, по аналогии с горячим цинкованием, однако, при необходимости, может использоваться как грунт под различные ЛКМ и огнезащитные материалы. Не разрушается под действием УФ-излучения.
Цинкирование, в отличие от горячего цинкования, применяется для защиты крупногабаритных, полых, тонкостенных, сваренных внахлест изделий.

## Применение и назначение
Цинкирование применяется для защиты ответственных конструкций во всех типах сред коррозионной активности, включая агрессивные и сильноагрессивные (С5-I по ISO 12944), обеспечивая гарантированный срок защиты от 15 лет и более при толщине слоя от 120 мкм.
Применяется для защиты строительных и технологических металлоконструкций в промышленном и гражданском строительстве, сельском хозяйстве, на объектах ТЭК, в дорожном и транспортном строительстве, гидросооружениях.
Рекомендовано для ремонта и восстановления ранее оцинкованных (в том числе другими методами) металлоконструкций без демонтажа.